# Annedore Christians
Annedore Christians (* 19. April 1926 in Oldenburg (Oldenburg); † 16. September 2013 ebenda; geboren als Annedore von der Osten) war eine Schriftstellerin, Malerin und Bildhauerin aus dem Oldenburger Land, die nicht nur für ihre künstlerische Tätigkeit, sondern auch durch ihr Engagement für die niederdeutsche Sprache, ihre Publikationen und Übersetzungen bekannt wurde.

## Leben
Annedore Christians wuchs in Großenmeer in der Wesermarsch auf. In der Schule schon zeigte sich ihr Talent und auch zu Hause wurde gezeichnet und mit Lehm des elterlichen Hühnerhofes modelliert. Der Kunstlehrer schlug ihren Eltern vor, dass sie eine Lehre als Modezeichnerin machen sollte, um dem Talent der Tochter gerecht zu werden. Sie selbst wäre gerne an eine Kunsthochschule gegangen. Sie musste jedoch für eineinhalb Jahre zum Arbeitsdienst.
Direkt nach dem Krieg war eine künstlerische Ausbildung nicht möglich und so kam sie 1946 zur Militärregierungsdienststelle der Stadtverwaltung, wo sie Übersetzungsarbeiten erledigte. Sie heiratete 1951 Fritz Christians. Der Ehe entstammt ein Sohn.
Erst in den Jahren 1954 bis 1958 nahm sie Unterricht bei Heinz Liers. In den 60er Jahren versuchte sie erneut an einer Kunsthochschule aufgenommen zu werden, was aber nicht gelang. Sie belegte regelmäßig Volkshochschulkurse und bildete sich autodidaktisch weiter. In dieser Zeit begann sie auch mit Ton zu arbeiten. Zwischen 1970 und 1975 war sie gelegentlich beratend in einem Architekturbüro tätig.
1975 begann sie ihre Berufstätigkeit bei der Oldenburgischen Landschaft, wo sie die Abteilung Niederdeutsche Sprache und Schrifttum betreute und die Plattdeutschen Lesewettbewerbe in den Schulen organisierte. Im Rahmen dieser Tätigkeit war sie Mitverfasserin der beiden plattdeutschen Bücher Snacken un Verstahn für Schulen.
Sei schrieb drei eigene Bücher Freetiet un Hinnerk (1981), Leevde ahn Wöör (1986) und Ik sä to den Wind (2001) und 2006 erschien ihre CD Mit mien Spraak. Außerdem war sie Übersetzerin und Bearbeiterin der Theaterstücke Die schmutzigen Hände von Jean-Paul Sartre (neuer Titel: Nicht to bruken), Der Besuch der alten Dame von Friedrich Dürrenmatt und Momo von Michael Ende. Dazu kommen zahlreiche Zeitungsartikel, Lesungen und Vorträge und ihre eigene Kolumne Snacken un Verstahn in der Nordwest-Zeitung in Oldenburg.
Nach ihrer Pensionierung 1986 besuchte sie die Werkschule unter Leitung der Bildhauer Renate Ackermann und Udo Reimann in Oldenburg. Dort vertiefte sie ihre Kenntnisse der Steinbildhauerei und der Arbeit mit Ton.
Sie erhielt 1989 die Landschaftsmedaille der Oldenburgischen Landschaft in Anerkennung ihrer Verdienste um die niederdeutsche Sprache. Von 1996 bis 2007 war sie bei der Oldenburgischen Landschaft als Beiratsmitglied tätig. Am 15. Juli 2005 bekam sie außerdem das Verdienstkreuz am Bande des Niedersächsischen Verdienstordens für ihr Lebenswerk verliehen.

## Malerei
Ihre Themenpalette ist breit und nicht beschränkt auf Landschaftsausschnitten. Sie abstrahiert ihre Motive und nähert sich in einigen Arbeiten der Ungegenständlichkeit. Sie malt Meeresblicke und Motive der norddeutschen Küstenlandschaft.
Primär geht es ihr um den Umgang mit Farben und Formen. Zu Beginn ihrer Arbeit ist alles offen, jedoch nach einigen Pinselzügen entdeckt sie in den gestisch gemalten Formen Inhalte, sowohl figurative, wie auch landschaftliche oder symbolhafte Formen, die weiter bearbeitet werden. Manchmal beginnt sie mit dem Setzen von Farben oder einzelnen Pinselzügen, dann werden die Pinselschwünge frei von Inhalten und aus landschaftlichen Ansätzen wird eine abstrakte Komposition, die expressionistische Züge tragen kann oder aus den frei von Dingen gezogenen Pinselschichtungen entwickelt sich eine Form.
Sie wählt helle, kraftvolle Farben, die sich nicht nach der Natur richten, sondern eigenen Gesetzen folgen. Es entsteht ein rhythmisches Gefüge, das sich zuweilen zu Bildfolgen verselbständigt. Es ergeben sich aber auch weitgehend abstrakte Gemälde. Sie legt großen Wert auf Farbigkeit mit ihren Kontrasten, Entsprechungen und Differenzierungen.
Trotz der Vielfalt an stilistischen und inhaltlichen Möglichkeiten besitzen ihre Werke eine eigene Note und große Anziehungskraft.

## Bildhauerei
Ihre bildhauerische Tätigkeit ist nicht von ihrer Malerei zu trennen, beide befruchten sich gegenseitig.
Sie hat zu jeder Zeit mit Ton gearbeitet, diese taktile Arbeit machte ihr die Form deutlich bewusst. 
Ton fordert den Aufbau der Form und lädt damit zum Wachsen der Gestalt ein, ganz anders als der Stein, der übers Wegnehmen an Form gewinnt. Auch bei der Arbeit mit Speckstein bleibt das Vegetative beständiges Element. Sie spürt dem Stein und seiner gewachsenen Struktur nach und versucht dabei sein Wesen freizulegen.
Sie schafft Skulpturen, die vom Anfang der Dinge künden, wie der Liebe, der Beziehung zwischen Mann und Frau, der Einheit von Mutter und Kind, dem Kuss. In ihrem plastischen Werk gibt es keine Ecken und Kanten, keine harten Formen oder geometrische Strenge, alle Formen sind organisch gewachsene Bögen und Kurven.

## Ausstellungen
- 1995 Einzelausstellung von Skulpturen Idee und Form in der Galerie der Nordwest-Zeitung
- 1996 Einzelausstellung von Skulpturen und Bildern Magische Konturen in der Galerie Bahnhof Neuenburg
- 1996 Gemeinschaftsausstellung in der Galerie Perspektive in Wilhelmshaven
- 1998 Einzelausstellung von Skulpturen und Bildern Form und Farbe im Heinrich-Kunst-Haus
- 1998 Einzelausstellung Stein und Bild in der Galerie Vierinzwanzig in Sandkrug
- 2000 Einzelausstellung im Nikolai-Gemeindezentrum in Oldenburg
- 2005 Einzelausstellung von Skulpturen und Bildern im Heinrich-Kunst-Haus
- 2006 Doppelausstellung von Bildern im Elisabeth-Anna-Palais in Oldenburg
- 2007 Einzelausstellung von Bildern in der Oberfinanzdirektion in Oldenburg

## Veröffentlichungen
- Freetiet un Hinnerk. Oldenburg 1981
- Leevde ahn Wöör. Oldenburg 1986
- Ik sä to den Wind. Oldenburg 2001
- CD Mit mien Spraak. 2006
- mit anderen: Snacken un Verstahn. Band 1 und 2, Oldenburg 1982 und 1984